# ラ・ビ・アン・ローズ -恋は花模様-
『ラ・ビ・アン・ローズ』-恋は花模様-（ラ・ビ・アン・ローズ こいははなもよう）は宝塚歌劇団の舞台作品。星組公演。
形式名は「グランド・フォーリー」。20場。
併演作品は『小さな花がひらいた』。

## 解説
※『宝塚歌劇100年史（舞台編）』の宝塚大劇場公演のページを参照
ジョヴァンニ・ボッカッチョの「デカメロン」を下敷きに、様々な人間模様を展開する。
シャンソン「ラ・ヴィ・アン・ローズ」をテーマにしたストーリー・ショー。

## あらすじ
※『宝塚歌劇100年史（舞台編）』の宝塚大劇場公演のページを参照
フェデリゴ（演：瀬戸内美八）はモンナ（演：東千晃）に恋し、財産を使い果たしてしまった。モンナは別の相手と結婚し、フェデリゴの手に今残っているのは一羽の鷹だけだった。フェデリゴはモンナの息子・ブルーノと知り合い、少年はフェデリゴの鷹に憧れる。

## 公演期間と公演場所
- 1981年2月13日 - 3月24日[1]　宝塚大劇場
- （東京宝塚劇場未公演）

## スタッフ
- 作・演出：横澤英雄[1]
- 音楽：高井良純[2]、入江薫[2]、鞍富誠三[2]
- 音楽指揮：橋本和明[2]
- 振付[2]：朱里みさを、羽山紀代美、須山邦明
- 装置：石浜日出雄[2]
- 衣装：静間潮太郎[2]
- 照明：今井直次[3]
- 音響：松永浩志[3]
- 小道具：万波一重[3]
- 効果：坂上勲[3]
- 演出助手[3]：中村暁、石田昌也
- 制作：久国高[3]